# へんてこなおよばれ
『へんてこなおよばれ』または『奇妙なお呼ばれ』（原題：Die wunderliche Gasterei）は、『グリム童話』に収録されていた童話の一編（KHM43a）。初版及び第二版では47番目の話として収録されており、初稿では『黒ソーセージ』の題であった。『名付け親さん』（KHM42）との類似性が高いために第三版以降で削除された。
この話の取材源は、ハッセンプフルーク家の末の妹アマーリエ (Amalie Hassenpflug) と考えられている。グリム兄弟の注釈によれば、おそらく『名付け親さん』と共に本話は断片であり、悪魔の家庭に関する奇妙な残酷点を描写しようとしたのだろうとする。金田鬼一も、本話は『名付け親さん』と同じ「悪魔もの」であると解説している。

## あらすじ
仲の良い赤ソーセージ（ブラックプディング）と白ソーセージ（レバーヴルスト）がいた。ある日、白ソーセージは赤ソーセージの家に昼食に呼ばれる。白ソーセージが赤ソーセージの家の玄関をくぐると、上り階段になっており、一段登るたびに喧嘩をする箒とシャベルや、頭に大怪我をした猿など、様々なへんてこなものと出くわした。それを気にしつつ白ソーセージが部屋に入ると赤ソーセージは温かい心でもてなしてくれた。白ソーセージは階段での奇妙なものについて赤ソーセージに尋ねるが、聞こえないふりをしたり、つまらない話だといって必ずはぐらかしてしまう。やがて赤ソーセージは料理の出来が気になると台所へ引っ込んでしまった。白ソーセージが玄関のことについて考えていると、突然、何かが部屋に入ってきて言った。
「ここはソーセージ殺しの家だ！ 早く逃げろ！」
慌てて白ソーセージが窓から外へ飛び出すと、別の窓から長い包丁を持った赤ソーセージが白ソーセージを見ながら言った。
「つかまえたら、ただじゃおかないからな!」